# دورتی بریجز
دورتی بریجز (انگلیسی: Dorothy Bridges؛ ۱۹ سپتامبر ۱۹۱۵ – ۱۶ فوریهٔ ۲۰۰۹) یک هنرپیشه اهل ایالات متحده آمریکا بود.
او در فیلم صبح تو را می‌بینم بازی کرده است.